# Gerhard Klopfer
Gerhard Klopfer (ur. 18 lutego 1905 w Pisarzowicach koło Lubania, zm. 29 stycznia 1987 w Ulm) - kierownik Wydziału Prawa Państwowego w Kancelarii Partyjnej NSDAP, doktor nauk prawnych.
W 1923 ochotniczo wstąpił do wojska. W 1927 otrzymał tytuł doktora nauk prawniczych, a od 1931 był sędzią sądu rejonowego w Düsseldorfie. W kwietniu 1933 wstąpił do NSDAP i SA. W tym samym roku został referentem w Pruskim Ministerstwie Rolnictwa, a rok później zaczął pracować w Gestapo. W kwietniu 1935 rozpoczął karierę w sztabie "zastępcy Führera" Rudolfa Heßa. W SS od 1935. 
Bardzo szybko piął się w górę. W 1935 został szefem głównego biura w sztabie Hessa, rok później wyższym radcą stanu. W 1938 jako radca ministerialny zajmował się wywłaszczaniem żydowskich przedsiębiorstw. W 1939 otrzymał awans do stopnia SS-Standartenführera i został kierownikiem Wydziału Prawa Państwowego w ówczesnej Kancelarii Partyjnej NSDAP pod zwierzchnictwem Martina Bormanna. 
Był odpowiedzialny m.in. za problemy rasowe i narodowościowe, politykę gospodarczą, współpracę z Głównym Urzędem Bezpieczeństwa Rzeszy (RSHA) i zasadnicze kwestie polityki okupacyjnej. Opowiadał się za coraz większym ograniczaniem praw tzw. "Żydów mieszanych" i "małżeństw mieszanych". 20 stycznia 1942 uczestniczył w konferencji w Wannsee, gdzie reprezentował Martina Bormanna. 
W 1944 otrzymał awans do stopnia SS-Gruppenführera. W kwietniu 1945 uciekł z Berlina. Złapany i internowany. Po zwolnieniu z aresztu w 1949 Główna Izba Orzecznicza w Norymberdze uznała go za "mniej obciążonego". Od 1952 był doradcą podatkowym. Cztery lata później przeprowadził się do Ulm, gdzie pracował jako adwokat. Zmarł w 1987 jako ostatni żyjący uczestnik konferencji w Wannsee.